# Фомкина
Фомкина — река на полуострове Камчатка в России, протекает по территории Усть-Камчатского района. Длина реки — 31 км.
Начинается на восточном склоне горы Верхняя Фомкина. Течёт в общем юго-восточном направлении мимо гор Овальная и Фомкина. Впадает в реку Камчатка слева на расстоянии 241 км от её устья на высоте 26,6 метров над уровнем моря. Напротив устья расположен остров Конский. Долина реки поросла березняками, низовья заболочены.
Основные притоки — Нижняя Фомкина, Спокойный (правые), Верхняя Фомкина (левый).
Код водного объекта — 19070000112120000015844.